# Districtul Ibrány
Ibrány (în maghiară Ibrányi járás) este un district în județul Szabolcs-Szatmár-Bereg, Ungaria.
Districtul are o suprafață de 304,91 km2 și o populație de locuitori (2013).